# Parc national de Horton Plains
Le parc national de Horton Plains (en cingalais : හෝටන් තැන්න) est une aire protégée du Sri Lanka située dans la région des Hauts-Plateaux à proximité de Nuwara Eliya. La région est couverte par les prairies de montagne et les forêts de nuages. Le plateau a une altitude moyenne de 2 200 m. Les plaines de Horton ont été classées réserve de faune sauvage le 5 décembre 1969, puis élevées au rang de parc national le 18 mars 1988 en raison de la valeur de sa biodiversité. Avec l'aire protégée de Peak Wilderness et la forêt de conservation des Knuckles (voir Monts Knuckles), le parc est inscrit en 2010 sur la liste du patrimoine mondial sous l'intitulé « Hauts plateaux du centre de Sri Lanka »
Les plaines de Horton sont les sources de trois grands fleuves du Sri Lanka, le Mahaweli, le Kelani et le Walawe. Des outils de pierre datant de la culture Balangoda ont été trouvés dans le parc. Les précipices de World's End (littéralement « la fin du monde ») et Baker's Falls sont des lieux très fréquentés par les visiteurs.
Le parc abrite une grande biodiversité et de nombreuses espèces qu'on y trouve sont endémiques non seulement au Sri Lanka, mais à cette région précise du pays.
C'est le cas notamment pour la flore, les mammifères, les reptiles, les amphibiens et les oiseaux, pour lesquels le parc constitue une zone importante pour la conservation des oiseaux (ZICO). Cette riche biodiversité est menacée, par les nuisances du tourisme mal canalisé mais également par le dépérissement forestier, l'introduction d'espèces exotiques envahissantes, la déforestation et le braconnage.

## Caractéristiques physiques
Les plaines de Horton sont situées sur le plateau sud de la cordillère centrale du Sri Lanka. Le parc est en continuité directe avec la partie orientale du Peak Wilderness Sanctuary qui se trouve à l'ouest. Les pics de Kirigalpotta (2 389 m) et Thotapolakanda (2 357 m), les deuxième et troisième plus élevés du Sri Lanka, sont situés respectivement à l'ouest et au nord. L'altitude du parc varie entre 2 100 m et 2 300 m, pour une superficie de 3 160 ha. Les roches trouvées dans le parc appartiennent à l'âge Archéen, à la série supérieur de l'ère précambrienne et sont constitués de khondalite, charnockite et de gneiss granitiques,. Le type de sol est un podzol jaune-rougeâtre et la couche de surface est recouverte de matières organiques en décomposition.

## Climat et hydrologie
La moyenne des précipitations annuelles est supérieure à 2 000 mm. La fréquente couverture nuageuse limite la quantité de lumière disponible pour les plantes. La température moyenne annuelle est 13 °C, mais elle peut varier considérablement au cours d'une journée, pour atteindre au plus haut 27 °C pendant la journée, et descendre jusqu'à 5 °C dans la nuit. Bien que la pluie soit abondante toute l'année, on note l'apparition d'une saison sèche à partir de janvier/mars. Le gel du sol est commun en février. On peut observer dans le parc de nombreux bassins et cascades. Horton Plains est considéré comme le plus important bassin versant du Sri Lanka. Les plaines de Horton sont les sources de trois des quatre plus grandes rivières du Sri Lanka : Mahaweli, Kelani, et Walawe. Les plaines alimentent également les rivières Belihul Oya, Agra Oya, Kiriketi Oya, Uma Oya, et Bogawantalawa Oya. Le brouillard peut persister la majorité de la journée au cours de la saison des pluies. En raison de l'altitude élevée, le brouillard et les nuages apportent une grande quantité d'humidité au sol et à la végétation. Les cours d'eau lents, les marais et les cascades sont des habitats de zones humides répandus dans le parc.

## Histoire
Des outils de pierre datant de l'époque Balangoda ont été trouvés ici. La population locale qui résidait dans les basses terres gravissaient la montagne pour l'extraction de pierres précieuses, du minerai de fer, la construction de canaux d'irrigation et pour se fournir en bois. Des résidus de pollen extraits d'un vase ont révélé qu'il y a environ 24 000 à 18 000 ans avant le présent, la région avait un climat semi-aride et des formations végétales restreintes.

### Origine du parc
Sir Joseph Dalton Hooker conseilla au gouvernement britannique « de laisser toutes les forêts de montagne au-dessus de 5000 pieds non perturbées » et un ordre administratif à cet effet fût publié en 1873, empêchant l'exploitation des forêts dans la région. Horton Plains a été désigné réserve de faune sauvage le 5 décembre 1969, et en raison de la valeur de sa biodiversité, a été élevé au rang de parc national le 18 mars 1988.
En juillet 2010, les Hauts plateaux du centre de Sri Lanka, qui intègrent le parc national de Horton Plains, le Peak Wilderness Sanctuary et le Knuckles Mountain Range ont été inscrits sur la liste du patrimoine mondial.

### Nom du parc
En cinghalais, les plaines de Horton sont connues depuis des générations sous le nom de « Mahaweli » (ou parfois « Mahaeliya »), terme cinghalais signifiant « la grande plaine ». Le nom actuel du parc commémore la mémoire de Robert Wilmot-Horton, gouverneur du Ceylan britannique de 1831 à 1837. L'histoire raconte qu'en janvier 1836, une rencontre fut organisée à Mahaweli entre Horton, sur sa route à Nuwara Eliya, et le « Ratemahatmaya » (grand chef) de la province de Sabaragamuwa. La rencontre fut un grand succès, se transformant progressivement en une nuit de débauche effrénée. Durant la nuit, une étincelle embrasa les chaumes de cadjan du camp du Ratemahatmaya. À l'aube, il ne restait du camp que des poutres noircies et des cendres,.

## Flore

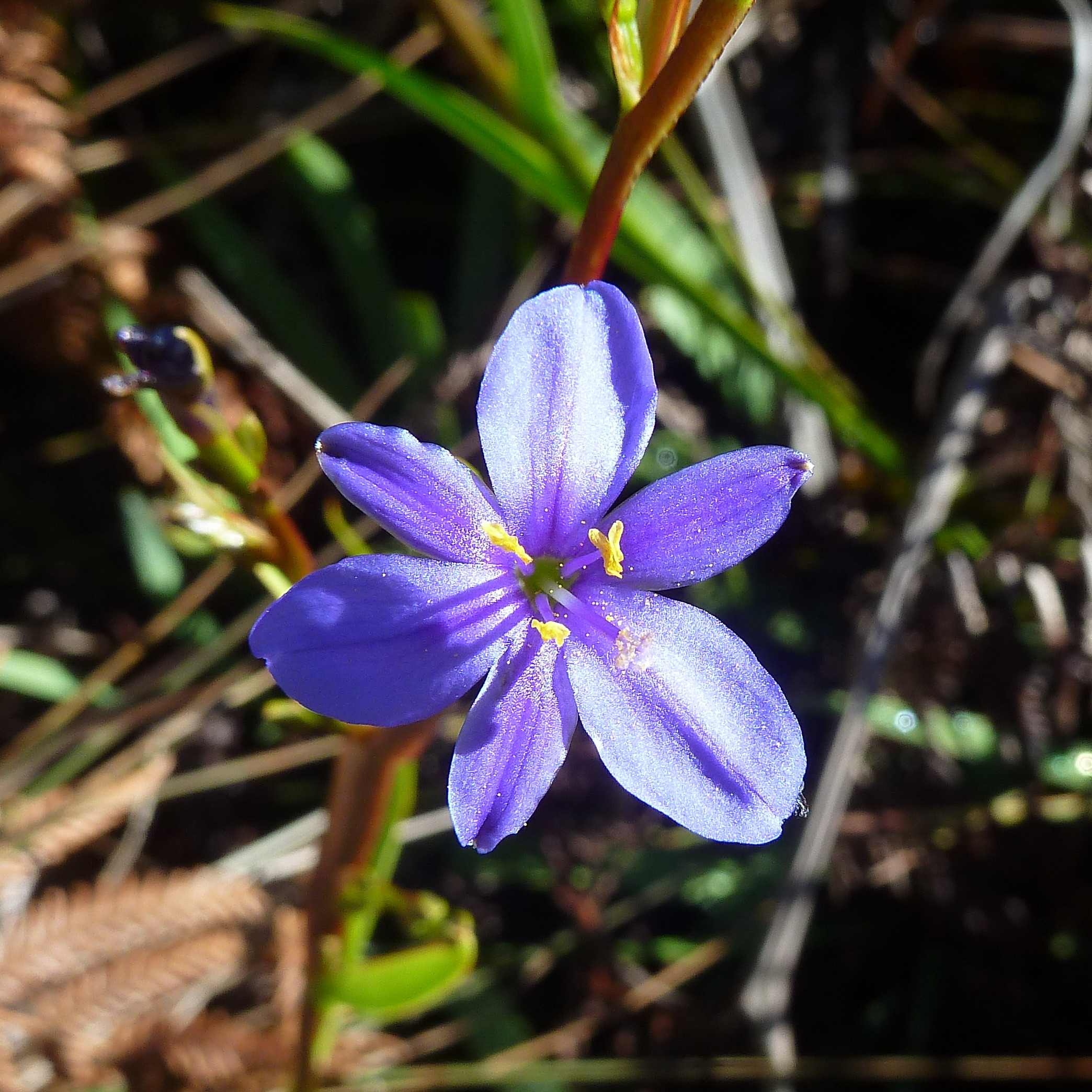
Aristea ecklonii

Les plaines de Horton abritent la plus grande étendue de forêts de nuages encore présente au Sri Lanka. La végétation du parc est classée en deux groupes distincts, 2 000 ha de « Patana » humide (terme cinghalais désignant des steppes de montagne) et 1 160 ha de forêts subtropicales sempervirentes de montagne.
Près de 750 espèces de plantes appartenant à 20 familles ont été recensées dans le parc.

### Forêts
La canopée de la forêt, atteignant une hauteur de 20 m, est composée essentiellement de Calophyllum walkeri, formant des communautés avec des espèces de la famille des Myrtacées comme Syzygium rotundifolium et S. sclerophyllum, et des espèces de la famille des Lauraceae notamment Litsea, Cinnamomum, et Actinodaphne speciosa. Le sous-bois est caractérisé par des espèces du genre Strobilanthes. L'épaisseur de la végétation à Strobilanthes entrave souvent le développement d'une strate herbacée. Des espèces de bambous nains tels Indocalamus et Ochlandra se rencontrent également dans le sous-bois. Des buissons de Rhodomyrtus tomentosa se développent particulièrement à la lisière forestière et à proximité du sommet des montagnes. Des espèces comme Gordonia et Rhododendron arboreum se sont propagées au Sri Lanka, le long des Ghâts occidentaux de l'Inde du Sud en provenance de l'Himalaya et sont désormais monnaie courante. Près de 54 espèces de plantes ligneuses ont été recensées dans le parc, dont 27 (50 %) sont endémiques au Sri Lanka.

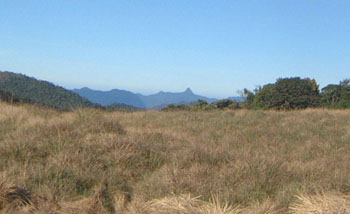
Le Pic d'Adam au loin, vu à travers les prairies du parc

### Prairies
Les communautés de plagio climax de la flore des prairies sont caractérisées par des feux fréquents et le pâturage des herbivores sauvages. Ces formations sont dominées par Arundinella villosa et Chrysopogon zeylanicus. On trouve dans les dépressions des plaines des marais et des cours d'eau lents, peuplés de macrophytes comme Aponogeton jacobsenii, Isolopis fluitans et Utricularia. Le bambou Chimonobambusa densifolia prospère le long des berges des cours d'eau et près des zones marécageuses des espèces de graminéennes, telles que Juncus prismatocarpus, Garnotia mutica, Eriocaulon spp. et Exacum trinervium sont communes. Des tussacks (touffes d'herbes des prairies tempérées) telles que Chrysopogon zeylanicus et Cymbopogon confertiflorus se trouvent dans les dépressions humides. La flore herbacée des prairies comprend également des espèces de climat tempéré, dont Ranunculus, Pedicularis, Senecio, Gentiana et Alchemilla et aussi des espèces tropicales, telles que Eriocaulon et Ipsea speciosa (une rare orchidée endémique). Les plus répandues des plantes herbacées boréale du parc sont Viola, Lobelia, Gaultheria, Fragaria et Plantago.
Les troncs d'arbres et les branches sont ornés de nombreuses espèces de fougères, lycopodium, lichens, orchidées, etc. Environ 16 espèces d'orchidées sont endémiques. D'autres espèces de plantes sont remarquables comme les arbustes Rhodomyrtus tomentosa, Gaultheria fragrantissima, les herbacées, Exacum trinervium, E. walkeri, Drosera indica et les fougères arborescentes du genre Cyathea. Anzia, un genre de lichen foliacé appartenant à la famille des Parmeliaceae, qui n'avait pas été enregistrée précédemment au Sri Lanka, a été découverte en 2007.
Les opinions divergent sur la façon dont les prairies du parc se sont développées : par les activités humaines ou de façon naturelle. Il est généralement admis que les prairies sur les pentes sèches ont été créées par le défrichement des forêts et les incendies tandis que les prairies dans les zones basses sont naturellement créés par des conditions humides, le gel et l'érosion des sols.

## Faune

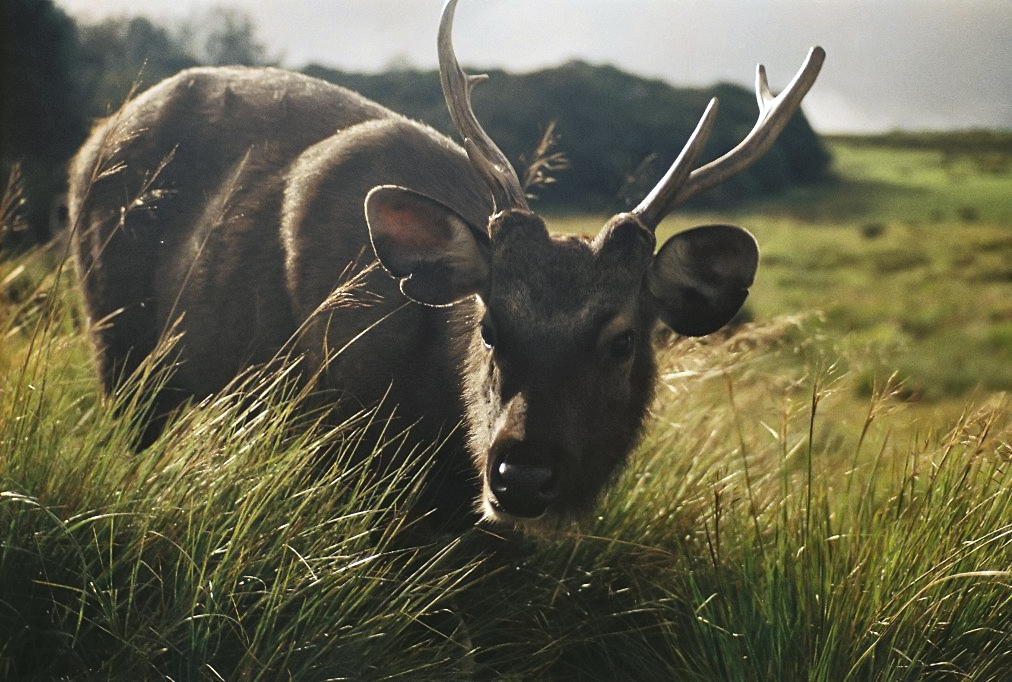
Le sambar du Sri Lanka se rencontre en larges troupeaux et est le mammifère le plus répandu du parc

La faune de vertébrés de la région comprend 24 espèces de mammifères, 87 espèces d'oiseaux, neuf espèces de reptiles et huit espèces d'amphibiens. L'éléphant du Sri Lanka a disparu de la région vers la fin des années 1940.

### Mammifères
À l'heure actuelle, le mammifère le plus grand et le plus fréquent dans le parc est le Cerf Sambar. Certaines études estiment la population présente dans le parc à environ 1500 à 2000 individus, soit peut-être plus que la capacité d'accueil des plaines.
D'autres espèces de mammifères que l'on rencontre dans le parc sont la musaraigne à longues griffes de Kelaart, le macaque à toque, le semnopithèque blanchâtre, le chat rubigineux, la panthère du Sri Lanka, le sanglier sauvage, la mangouste à cou rayé Herpestes vitticollis, le chevrotain indien, le cerf aboyeur, et l'écureuil géant de Ceylan. Le chat viverrin et la loutre d'Europe fréquentent les zones humides du parc et se nourrissent d'animaux aquatiques.
Une sous-espèce de loris grêle, le loris grêle de Horton Plains (Loris tardigradus nycticeboides parfois anciennement considéré comme Loris lydekkerianus nycticeboides) ne se trouve que dans les hauts plateaux du Sri Lanka et est considéré comme l'un des primates les plus menacés au monde,. En juillet 2010, un groupe de chercheurs de la Zoological Society of London a réussi à photographier le mammifère pour la première fois.

### Oiseaux

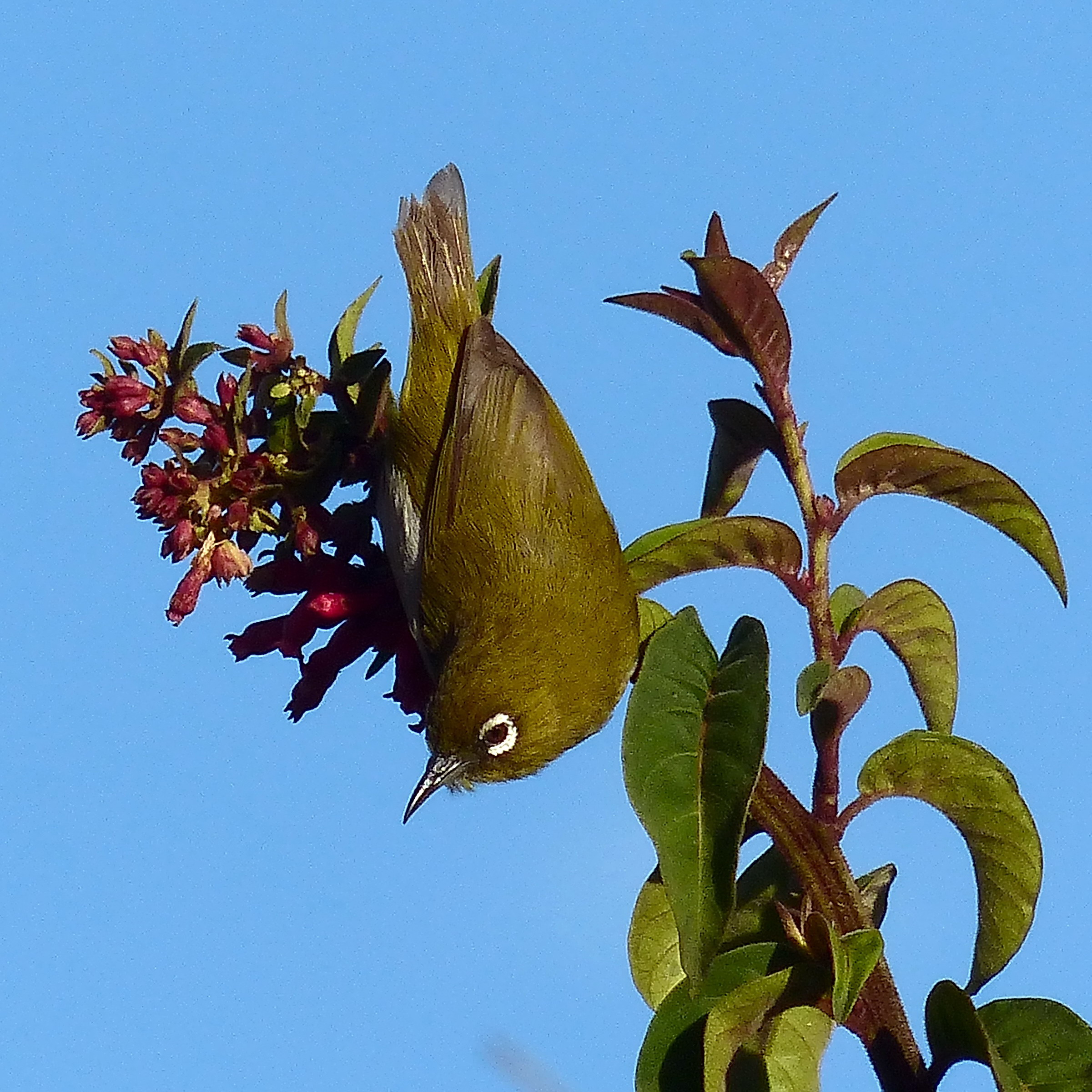
Zosterops ceylonensis

Avec Ohiya, Pattipola et Ambewela, Horton Plains constitue l'une des zones importantes pour la conservation des oiseaux (ZICO) les plus importantes au Sri Lanka. En comptant les espèces du Peak Wilderness Sanctuary voisin, Horton Plains contient 21 espèces d'oiseaux qui n'existent qu'au Sri Lanka. Quatre d'entre elles, le Urocissa ornata, Eumyias sordida (Dull-blue flycatcher), Zosterops ceylonensis, et le pigeon de Ceylan, ne se rencontrent que dans les plaines de Horton, tandis que d'autres espèces endémiques comprennent galloperdrix de Ceylan, coq de Lafayette, barbu à front d'or, Turdoides rufescens, Elaphrornis palliseri, et le Myophonus blighi. De nombreux oiseaux migrent ici en hiver, y compris collocalia et le martinet à ventre blanc. Le serpentaire bacha, l'aigle montagnard, l'élanion blanc et le faucon pèlerin sont des rapaces fréquentant les plaines de Horton. Les busards sont parmi les rapaces migrateurs.

### Reptiles et amphibiens
Environ 15 espèces d'amphibiens habitent le parc. Parmi ceux-ci sont Microhyla zeylanica, Ramanella palmata, Fejervarya greenii, Rana gracilis, Pseudophilautus alto, Pseudophilautus femoralis, Pseudophilautus frankenbergi, Pseudophilautus microtympanum, Pseudophilautus schmarda, et Polypedates eques.
Le Sri Lanka est considéré comme un paradis herpétologique dans le monde. De Silva a observé six espèces de reptiles endémiques des plaines de Horton. Il s'agit de calotes nigrilabris (Rhino Horn Lizard), Cophotis ceylanica, Lankascincus taprobanensis et Rat serpent.

### Poissons et crustacés
Deux des espèces de poissons que l'on trouve dans le parc, la carpe commune et la truite arc-en-ciel sont des espèces introduites. Horton Plains abrite également de nombreux crustacés endémiques, dont Caridina singhalensis et des espèces de crabes du genre Perbrinckia. La crevette d'eau douce endémique Caridina singhalensis ne se rencontre que dans les cours d'eau qui ont une température de moins de 15 °C et est désormais limitée à une portion de 10 km d'un cours d'eau.

## Menaces et conservation de la biodiversité
Les plaines de Horton participaient autrefois d'un vaste système de plaines et de boisements qui comprenait Agra-Bopats, Moon Plains et Elk Plains. Entre 1831 et 1948, le parc devint un terrain de chasse au Sambar. Les éléphants et sangliers ont également été chassés dans une moindre mesure. Pendant cette période, les pentes inférieures ont été défrichées, initialement pour le café puis pour les plantations de thé. En conséquence, Horton Plains et Peak Wilderness ont été progressivement isolés des autres zones de prairies et forêts. La pomme de terre a été cultivée dans les prairies, mais l'exploitation a cessé en 1977. Après avoir été classé parc national en 1988, ces zones ont été restaurées en prairies. Les problèmes liés au tourisme tels que la récolte de plantes, les détritus, les incendies et la pollution sonore, l'exploitation minière des pierres précieuses, l'exploitation forestière, la collecte de plantes médicinales et ornementales, l'empiétement de l'agriculture, le braconnage et le trafic des véhicules sont des problématiques de conservation importantes.

### Espèces exotiques envahissantes
La propagation des espèces exotiques envahissantes telles que l'Ajonc d'Europe, des fougères et Pennisetum spp. menacent la flore indigène. En revanche, les Sambar ont bénéficié de l'introduction de la plante Pennisetum. Les truites arc-en-ciel introduites peuvent avoir affecté les espèces endémiques de poissons, d'amphibiens et de crustacés.

### Dépérissement forestier
Une menace récente, constatée pour la première fois en 1978, est le dépérissement des forêts Dans certaines régions, en particulier dans la périphérie du parc, ce phénomène a été très sévère, avec près de 50 % de la végétation atteinte. Le déficit en eau est considéré comme la principale cause du dépérissement, les sécheresses étant de plus en plus fréquentes. La repousse de la forêt est entravée par le gel qui est de plus en plus sévère. Le dépérissement des forêts a affecté 22 espèces de plantes, Calophyllum walkeri étant la plus touchée. Une étude a suggéré qu'un faible taux de calcium causé par l'acidification des sols et l'augmentation de la toxicité causée par des éléments métalliques tels que l'aluminium peuvent être la cause du dépérissement. Le lessivage des éléments nutritifs et le déséquilibre qui en résulte en micronutriments dans le sol peuvent également contribuer au dépérissement.

### Déchets
Le développement du tourisme au sein du parc a conduit au début des années 2000 à l'augmentation des déchets laissés çà et là. Les sacs en plastiques en particulier, ont fini par devenir un réel problème pour la faune : certains Sambar ont trouvé la mort à la suite de l'ingestion de sacs en polyéthylène bloquant leur estomac et les empêchant de s'alimenter. Plusieurs donations provenant de compagnies privées et du programme « Upper Watershed Management Project » (UWMP : Projet de gestion des hauts bassins versants) du ministère de l'Environnement et des Ressources naturelles, l'interdiction d'introduire des sacs en polyéthylène dans le parc a été décrété, des panneaux d'informations ont été disposés indiquant aux visiteurs l'importance de la préservation du parc, et des sacs en coton et en toile de jute sont loués ou vendus aux visiteurs à l'entrée du parc.

## Lieux touristiques

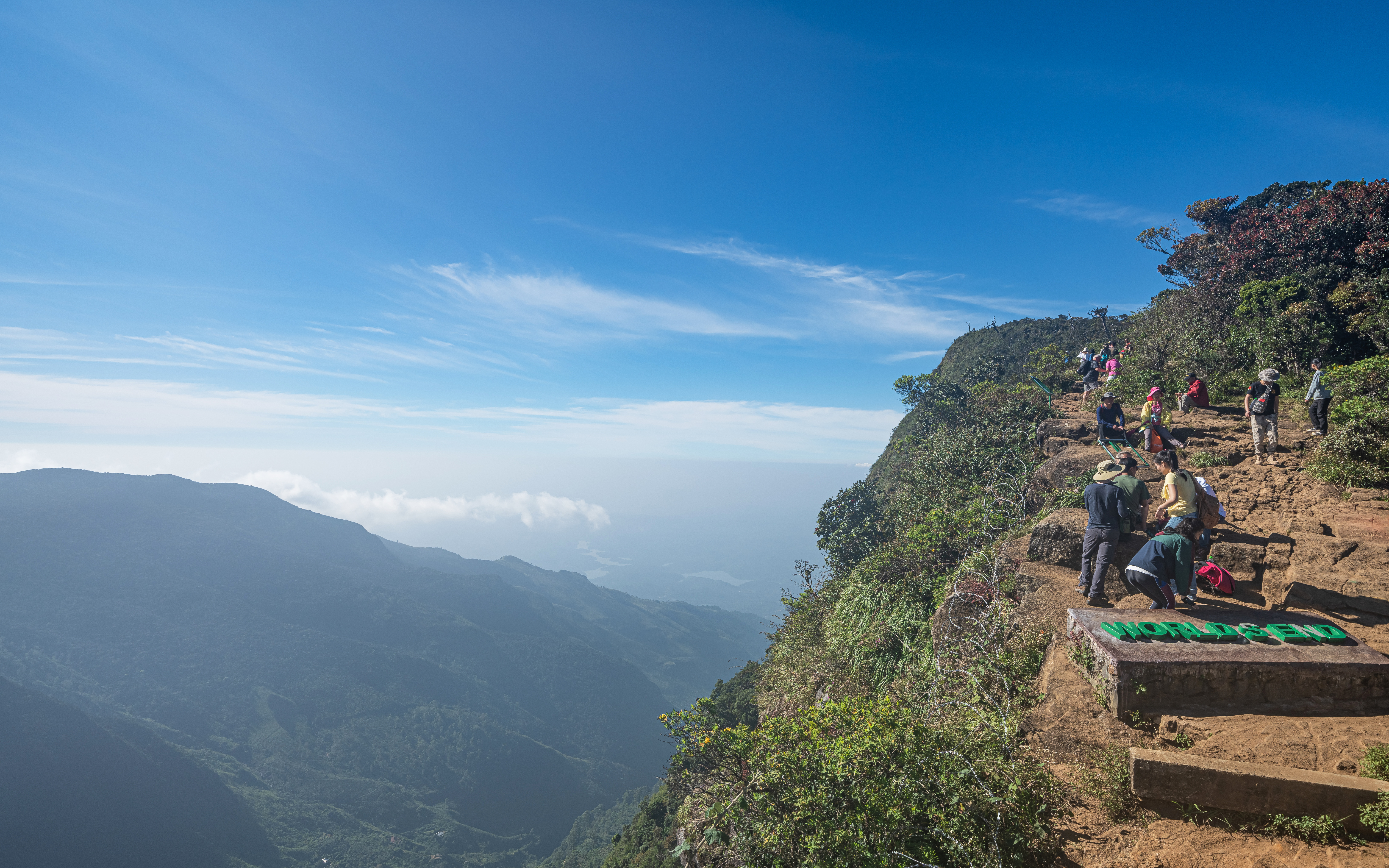
World's End est une attraction majeure.

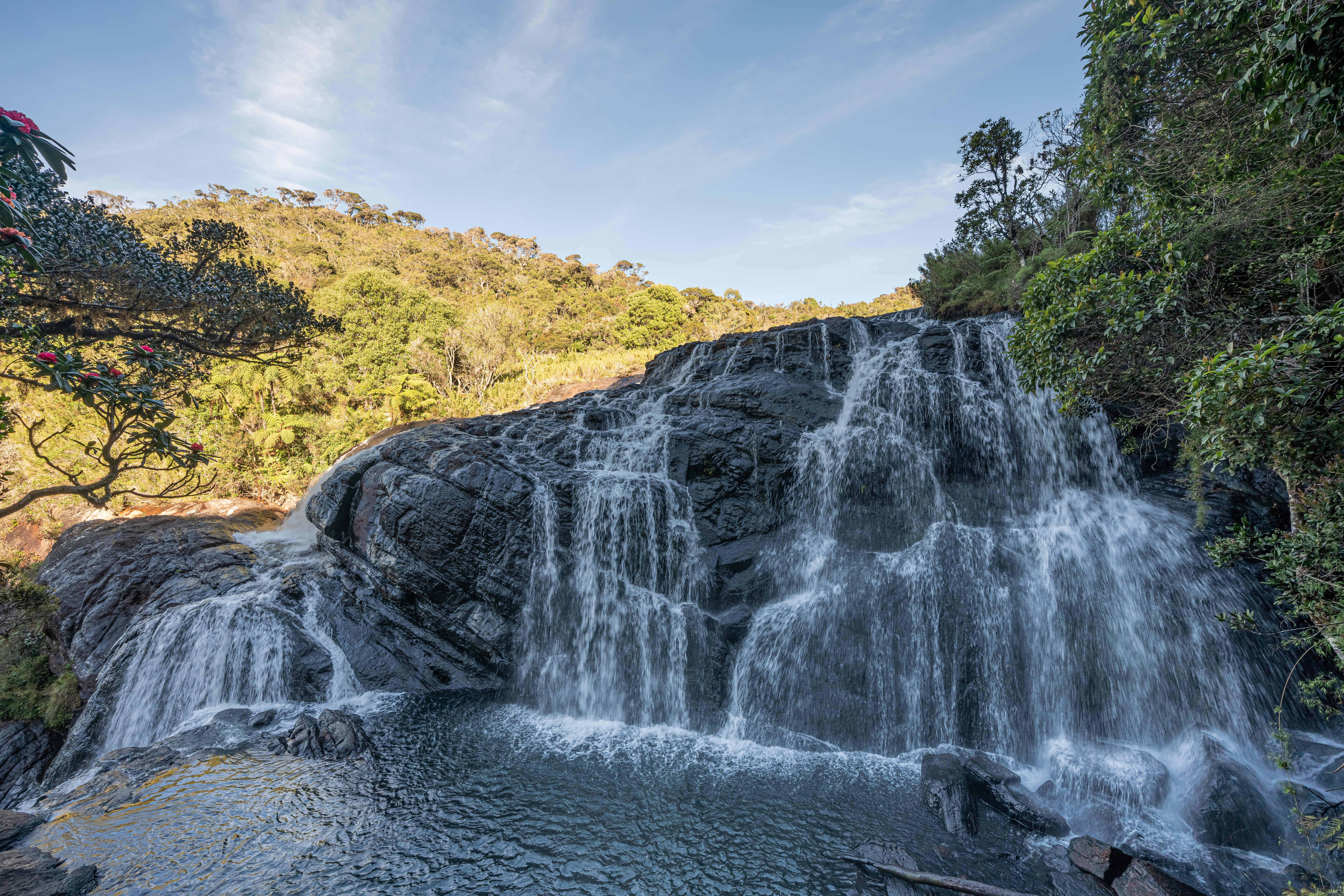
Les chutes Baker, janvier 2020.

Les plaines de Horton sont une destination touristique populaire. Entre février et août 2009, le parc national de Horton Plains a obtenu un chiffre d'affaires de 20,1 millions de roupies srilankaises (0,17 million dollars US). Le parc est accessible par les routes de Nuwara Eliya-Ambewela-Pattipola et Haputale-Boralanda et par les stations de chemin de fer d'Ohiya et d'Ambewela.
La falaise de World's End (littéralement « le bout du monde ») est l'une des attractions principales. Il s'agit d'un précipice abrupt situé à la limite sud du parc. Une autre falaise connue sous le nom de petit Worl's End est située non loin de la première 270 m. Les chutes Baker, une cascade de 20 m de haut formée par Belihul Oya, un affluent de la rivière Walawe, est nommé d'après Sir Samuel Baker, un chasseur et explorateur qui a tenté d'établir un camp agricole européen à Nuwara Eliya. Slab Rock Falls est une autre chute connue dans les plaines.